# La luna e il Sig. Hyde
La luna e il Sig. Hyde è un album discografico del cantautore italiano Gino Paoli, pubblicato nel 1984 dalla Five Record, dopo essere stato rifiutato per circa 3 anni da altre case discografiche.
Il disco contribuì al rilancio di Paoli nel settore discografico dopo ben 7 anni dall'ultimo lavoro di inediti. L'album riportò il cantautore nelle classifiche di vendita grazie anche a canzoni come Averti addosso e Una lunga storia d'amore, brano destinato inizialmente al film Una donna allo specchio. Il disco risulta particolarmente raffinato grazie anche all'utilizzo di violini e archi.
Il brano Ninna no è dedicato al figlio, all'epoca nato da poco.
Il disco non è mai stato ristampato su compact disc.

## Tracce
Testi e musiche di Gino Paoli.
1. Averti addosso
2. Come un lupo
3. Fotografia
4. Ninna no
5. Una lunga storia d'amore
6. Col branco
7. La Luna e il Sig. Hyde
8. Da parte di lei
9. Finale

## Formazione
- Gino Paoli – voce
- Franco Giacoia – chitarra elettrica
- Aldo Mercurio – basso
- Maurizio Pica – chitarra acustica
- Vittorio Riva – batteria
- Rosario Jermano – percussioni
- Robert Fix – sax
- Daniele Sepe – flauto